# Phaonia latipalpis
Phaonia latipalpis är en tvåvingeart som beskrevs av Johann Andreas Schnabl och Dziedzicki 1911. Phaonia latipalpis ingår i släktet Phaonia och familjen husflugor. Inga underarter finns listade i Catalogue of Life.